# Xã Garfield, Quận Buffalo, Nebraska
Xã Garfield (tiếng Anh: Garfield Township) là một xã thuộc quận Buffalo, tiểu bang Nebraska, Hoa Kỳ. Năm 2010, dân số của xã này là 201 người.